# Teucholabis stadelmanni
Teucholabis stadelmanni är en tvåvingeart som beskrevs av Alexander 1945. Teucholabis stadelmanni ingår i släktet Teucholabis och familjen småharkrankar.
Artens utbredningsområde är Honduras. Inga underarter finns listade i Catalogue of Life.